# ニセコモイワスキーリゾート
ニセコモイワスキーリゾート（英: Niseko Moiwa Ski Resort）は、北海道虻田郡ニセコ町にあるスキー場。

## 概要
モイワ山の斜面にゲレンデがあり、「ニセコユナイテッド」（ニセコアンヌプリ国際スキー場、ニセコビレッジ、ニセコ東急 グラン・ヒラフ、ニセコHANAZONOリゾート）とは一線を画している。積雪は最大4 mにまで達するため、パウダースノーを好む日本国内外のスキーヤーやスノーボーダーが訪れている。また、家族連れで訪れることができるスキー場を目指している。「ニセコモイワスキースクール」はプライベートレッスンを基本としており、初心者からのニーズに対応したレッスンを受けることができる。
増加するインバウンド（訪日外国人旅行）を集客していくため、高級宿泊施設を建設する計画がある。

## 沿革
ニセコの中でも歴史あるスキー場であり、はじまりは1919年（大正8年）まで遡る。1966年（昭和41年）に「太平洋クラブ国際モイワスキー場」として開設した。その後、度々経営会社が変わり、名称も「ニセコ国際モイワスキー場」、「ニセコスノーパーク ラ・ポンテ」、「ニセコモイワ」、「ニセコモイワスキーリゾート」と改称している。

## 施設
コース
- 初級コース
  - 妖精の森コース
  - ファミリーコース
- 中級コース
  - 林間コース
  - スカイコース
  - メインバーン
- 上級コース
  - ジャイアントコース
  - エキスパートコース
  - 白樺コース

リフト
| 名称           | 定員 | 全長    | 備考     |
| -------------- | ---- | ------- | -------- |
| クワッドリフト | 4名  | 1,574 m | フード付 |
| 第1ペアリフト  | 2名  | 919 m   |          |
| 第2ペアリフト  | 2名  | 392 m   |          |

その他
- センターロッジレストラン
- ロッジモイワ834[6]

## アクセス
- 北海道旅客鉄道（JR北海道）ニセコ駅から車で約10分
- 新千歳空港から車で約2時間
- 札幌から車で約2時間
- 函館から車で約3時間